# Hans-Gunnar Solerud
Hans-Gunnar Solerud, född 1938 i Strängnäs, död 2008, var en svensk jurist.
Hans-Gunnar Solerud var advokat och delägare i Wetter & Swartling Advokatbyrå och Carl Swartling Advokatbyrå. Han utnämndes 1986 till justitieråd i Högsta domstolen. Han lämnade Högsta domstolen 1997 och återgick till advokatbranschen som delägare i advokatfirman Gernandt & Danielsson.
Hans-Gunnar Solerud utsågs till juris hedersdoktor vid Stockholms universitet 2004.